# Markarian 501
Markarian 501 (Mrk 501) è una galassia attiva di classe S0, ossia una galassia lenticolare, situata nella costellazione di Ercole alla distanza di circa 456 milioni di anni luce dalla Terra. È una delle galassie di Markarian ed è caratterizzata dall'avere uno spettro che si spinge fino ai raggi gamma ad altissima energia, tanto da far ritenere che essa ospiti un blazar, e in particolare un oggetto BL Lacertae, ossia un nucleo galattico attivo con un getto diretto verso la Terra. Tale getto è così potente che Markarian 501, che si sta allontanando dalla Terra in virtù del suo redshift pari a 0,034, è ad oggi, nella regione dei raggi gamma ad altissima energia dello spettro, ossia per energie superiori a 1011 eV (0,1 TeV), l'oggetto più brillante del cielo osservato.
La galassia ospitante il blazar è stata studiata e catalogata per la prima volta da Benjamin Markarian nel 1974 mentre fu riconosciuta come sorgente di raggi gamma ad alta energia nel 1995 da J. Quinn presso l'osservatorio Whipple.

## Raggi gamma
L'emissione di raggi gamma da parte di Mrk 501 è estremamente variabile ed è soggetta a violente impennate. Basti pensare che nel 1995, quando fu identificata come sorgente di raggi gamma, il tasso di emissioni nella fascia dei TeV era pari all'8% di quello della nebulosa del Granchio, mentre il livello medio tra febbraio e giugno 1997 è stato pari a quattro volte quello della stessa nebulosa, ciò significa un incremento di circa 50 volte in due anni. 
Lo spettro gamma di Mrk 501 mostra in particolare due rilievi, uno ad energia inferiore a 1 keV, che può essere considerato dovuto all'emissione di raggi X, e un altro a energia maggiore di 1 Tev. Durante i lampi e le esplosioni i picchi aumentano di potenza e di frequenza. Durante questi lampi, la cui durata in alcuni casi è stata misurata pari a 20 minuti con un picco della durata di un minuto dal MAGIC, i raggi gamma a più alta energia, pari a 1,2 TeV, avevano un ritardo di quattro minuti rispetto a quelli di energia pari a 0,25 TeV. Un tale ritardo ha aperto la strada a varie interpretazioni, tra cui una secondo la quale esso era dovuto alla schiuma quantistica. Tale schiuma creerebbe una variazione nella velocità della luce per raggi gamma ad alta energia, onde radio a bassa energia e luce visibile. Una tale variazione contraddirebbe l'invarianza di Lorentz ma potrebbe fornire un indizio per una teoria della grande unificazione. Tuttavia, osservazioni condotte su Mrk 501 e su Mrk 421 da Floyd Stecker, del Goddard Space Flight Center, hanno dimostrato che non esiste una violazione di tale invarianza. Gli studi di Stecker hanno infatti evidenziato collisioni tra i raggi gamma provenienti da Mrk 501 e fotoni infrarossi extragalattici. Tali collisioni portano alla distruzione delle particelle collidenti la cui energia è convertita in massa a formare elettroni e positroni. Proprio questa annichilazione dei raggi gamma, e il fatto che essi non passino indisturbati attraverso tale nebbia infrarossa dimostra che l'invarianza di Lorentz rimane inviolata e che i raggi gamma viaggiano alla ben nota velocità della luce.
In un recente studio durato dieci anni e protrattosi dal 2008 al 2018, un gruppo di astronomi polacchi dell'osservatorio astronomico dell'università Jagellonica di Cracovia, ha individuato nell'emissione di raggi gamma un'oscillazione quasi periodica avente una periodicità di circa 332 giorni, il cui forte segnale ha perso di intensità durante gli ultimi anni, dopo ben sette cicli.
Anche le emissioni nel campo della luce visibile della galassia sono variabili, con la magnitudine della stessa che varia da 14,5 a 13,6.

## Buco nero
Si ritiene che i blazar siano originati dalla materia che viene risucchiata in un buco nero supermassiccio o in un buco nero binario andando ad accrescere la sua massa. La dispersione di velocità osservata per la galassia è di 372 km/s, il che fa supporre che la massa del buco nero abbia un valore di (0,9 - 3,4) × 109 M⊙. Altre osservazioni hanno tuttavia portato a valori della dispersione di velocità di 291 e 270 km/s, quindi la massa al centro della galassia potrebbe avere un valore inferiore.

## Getti
Grazie alla tecnica dell'interferometria a base molto ampia, con la quale si possono ottenere risoluzioni inferiori al milliarcosecondo, è stato individuato un singolo punto centrale brillantissimo, il nucleo, da cui parte un getto di plasma, avente la forma di uno stretto cono, ad altissima velocità. Dopo 30 milliarcosecondi il getto, lungo circa 300 pc, effettua una svolta di 90° e si apre a ventaglio. Il getto mostra inoltre una parte centrale più brillante di larghezza pari a 10 milliarcosecondi, probabilmente dovuta al fatto che la parte centrale del getto si muove a velocità più elevate rispetto ai bordi. Solitamente si dovrebbe osservare anche un getto di gas nella direzione opposta, un controgetto. Il getto osservato, in questo caso, è rivolto verso la Terra e proietta plasma verso il nostro pianeta e nei pressi del nucleo il controgetto risulta talmente più debole rispetto al getto principale da essere invisibile nelle onde radio. La luminosità del controgetto è di circa 1.250 volte inferiore a quella del getto principale, ciò implica che il getto relativistico ha un fattore di Lorentz di circa 15 (ossia il plasma sta muovendosi al 99,8% della velocità della luce) ed è inclinato di circa 15°-25° rispetto alla linea immaginaria che congiunge la Terra al nucleo attivo. Sebbene sia soggetto a una certa variabilità, il valore della densità di flusso a 408 MHz è di 1,81 Jy. Il controgetto diventa visibile a una distanza di 10 kpc dal nucleo, segno che i getti hanno assunto caratteristiche non relativistiche, ossia il plasma non si muove più a velocità prossime a quelle della luce. L'emissione radio simmetrica si estende per 70", il che corrisponde a una lunghezza di 120-200  kpc.